# Ercheia apicalis
Ercheia apicalis là một loài bướm đêm trong họ Noctuidae.